# Itchak Radashkovich
Itchak Radashkovich (russisch Исаак Радашкович/Issaak Radaschkowitsch; * 4. Juli 1947 in Leningrad) ist ein israelischer Schachspieler.

## Leben
Radashkovich begann seine schachliche Laufbahn in einem Pionierhaus und wurde später Mitglied der Leningrader Jugendauswahl. Nach dem Schulbesuch schloss er ein Studium am Leningrader Institut für Präzisionsmechanik und Optik ab. Anfang 1968 belegte er den zweiten Platz im Halbfinale der Burewestnik-Meisterschaft und erfüllte somit die Norm eines nationalen Meisters. In der Leningrader Stadtmeisterschaft 1969, die als Viertelfinale der sowjetischen Meisterschaft ausgetragen wurde, teilte er sich den zweiten Platz mit drei weiteren Spielern. Daraufhin nahm er am Halbfinale der UdSSR-Meisterschaft 1969 in Barnaul teil und wurde hinter Wladimir Antoschin Siebter. Für seine Partie gegen Anatoli Wolowitsch erhielt er den Schönheitspreis. Ende 1969 erreichte er den zweiten Platz mit der Auswahl seiner Heimatstadt bei der sowjetischen Mannschaftsmeisterschaft in Grosny. In der IV. UdSSR-Meisterschaft der Studenten 1970 kam er mit 7,5 Punkten aus 15 auf den geteilten sechsten Platz. In den frühen 1970er Jahren war er einer der Moderatoren der Sendung Schachmaty beim örtlichen Fernsehen.
1973 wanderte Radashkovich nach Israel aus und spielte im selben Jahr beim internationalen Turnier in Netanja mit. Lubomir Kavalek trug sich in die Siegerliste ein, Radashkovich wurde Erster im Nebenturnier, bei dem 26 Spieler an den Start gingen. 1974 landete er mit der israelischen Mannschaft auf Platz 14 bei der Weltmeisterschaft der Studenten in Teesside. 1976 verlieh ihm die FIDE den Titel Internationaler Meister, die dafür erforderlichen Normen erspielte er sich bei der Schacholympiade 1974 in Nizza und im internationalen Turnier in Netanja 1976. Außer bei der Schacholympiade 1974 gehörte Radashkovich zur israelischen Mannschaft bei den Qualifikationsturnieren der Mannschaftseuropameisterschaften 1977 und 1980. Nach einiger Zeit zog er sich vom Turnierschach zurück und war als Unternehmer in der IT-Branche und Manager tätig.
Seine höchste Elo-Zahl betrug 2445 im Januar 1976.